# Nationaltheater (Budapest)

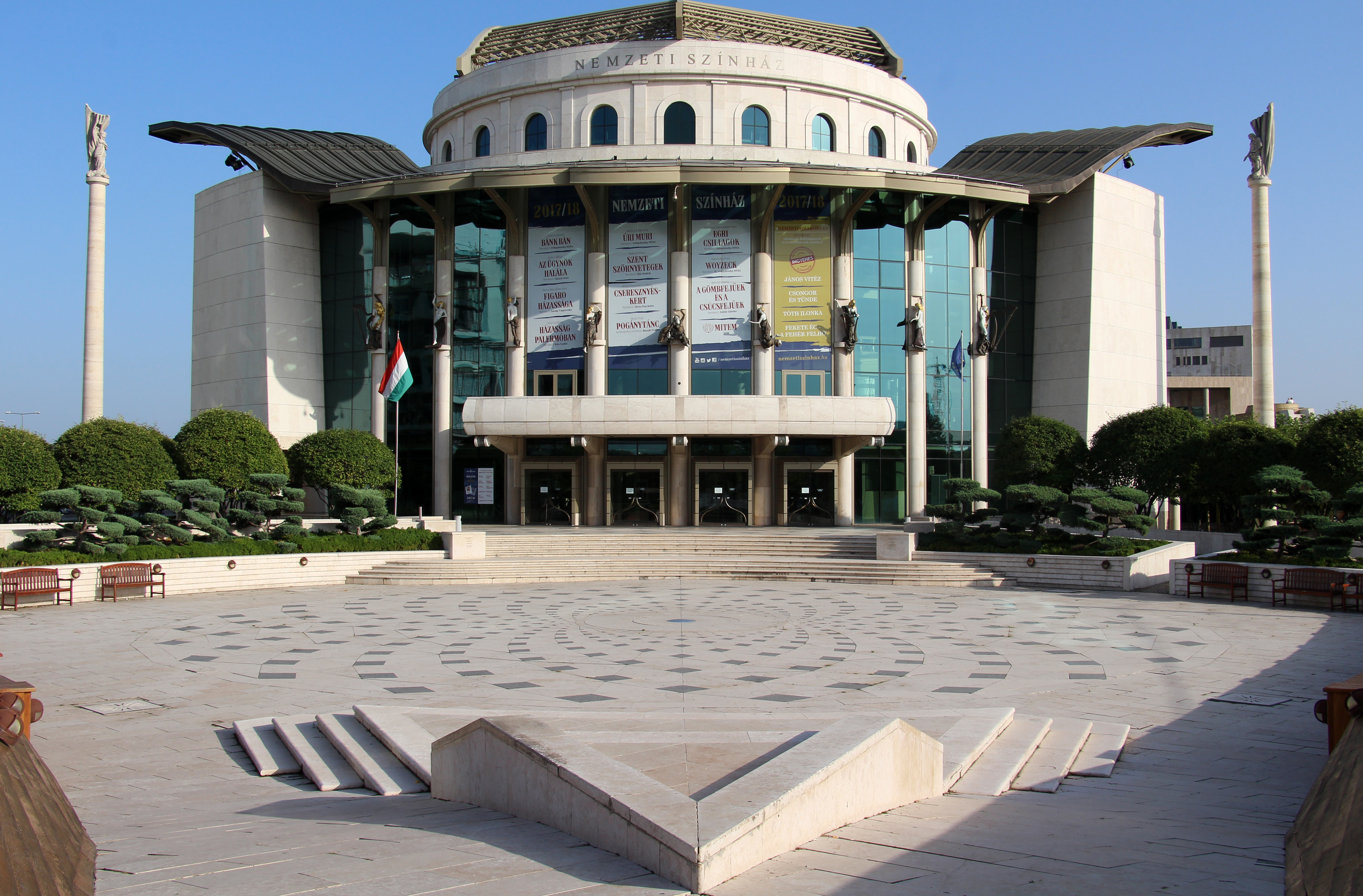
Gebäude des Nationaltheaters

Das Nationaltheater (ungarisch: Nemzeti színház) in Budapest, kurz nur Nemzeti genannt, ist das wichtigste Sprechtheater in Ungarn.

## Die Geschichte des ungarischen Nationaltheaters

### Die Anfänge

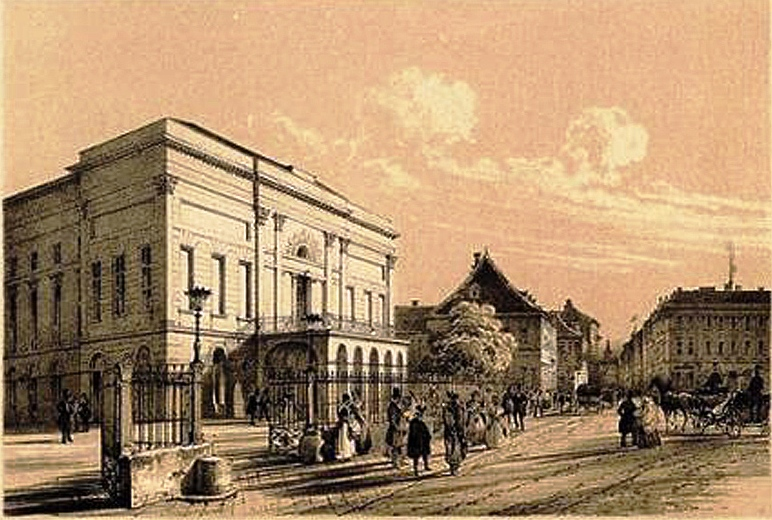
Ungarisches Theater in Pest 1837

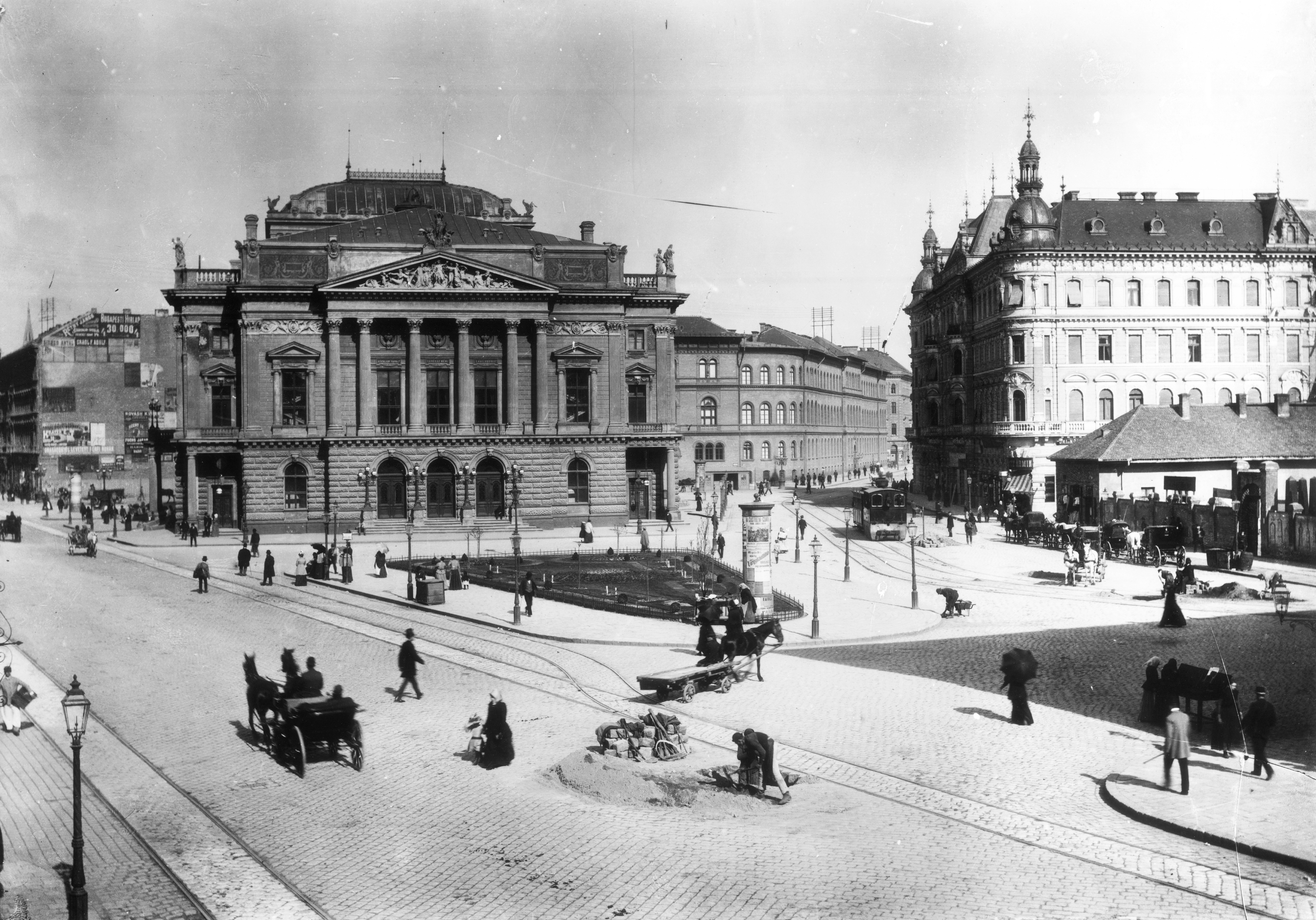
Volkstheater

Die bedeutendste Bühne des Landes musste oft ihren Sitz wechseln. Seit dem Anfang des 19. Jahrhunderts gab es die Idee zum Bau eines ungarischen Nationaltheaters. Der große Reformer und Anreger Graf István Széchenyi wurde schließlich 1831 von der Kulturkommission des Komitats Pest beauftragt, eine entsprechende Studie auszuarbeiten. Sein im April 1832 veröffentlichtes Buch Magyar játékszinrül („Von einer ungarischen Schaubühne“) befürwortete eine große nationale Spendenaktion und die Gründung einer Aktiengesellschaft. Ausländische Bühnen sollten als Vorbilder studiert werden. Széchenyi setzte sich in der Folge für einen repräsentativen Bau am Donauufer ein – ein entsprechendes Grundstück wurde von Erzherzog Joseph auch zur Verfügung gestellt. Die weitere Entwicklung entglitt Széchenyi aber. 1836 ordnete das ungarische Parlament zwar den Bau des Theaters an. Es entstand aber an weit weniger repräsentativer Stelle. Das Ungarische Theater in Pest stand 1837–1908 in der damaligen Kerepesi út, heute Rákóczi út, gegenüber dem heutigen Hotel Astoria. Vom 22. August 1837 bis 1840 trug das schlichte Gebäude den Namen Pesti Magyar Színház. Nach einer Finanzkrise des Theaters setzte sich der enttäuschte Széchenyi dennoch in fairer Weise für das Theater ein – der Preßburger Landtag erklärte das Haus zum Nationaleigentum. Später erhielt es seinen heutigen Namen Magyar Nemzeti Színház.
Zwei legendäre Direktoren waren Ede Szigligeti (in seinem Ensemble spielte ab 1870 die berühmte Lujza Blaha) und dessen Regisseur, Ede Paulay. Viele ungarische Stücke wurden auf der Bühne des damaligen Theaters bekannt: Bánk bán von József Katona, 1879 Csongor und Tünde von Mihály Vörösmarty, 1883 Die Tragödie des Menschen von Imre Madách. Neben den ungarischen Klassikern standen regelmäßig Werke von Shakespeare, Molière und Schiller auf dem Programm. Die Schauspielstars der Jahrhundertwende waren Mari Jászai (nach der der Platz auf der Pester Seite der Margarethenbrücke benannt ist), Imre Szacsvay, Ede Ujházy, Emilia Márkus, später Árpád Ódry (nach ihm ist die Bühne der Schauspielakademie benannt), Gizi Bajor, Árpád Lehotay, Tivadar Uray, József Timár, Ferenc Kiss.

### Das Theater am Blaha Lujza-tér
1913 wurde das alte Gebäude wegen Feuersgefahr abgerissen. An seiner Stelle wurde von der Theatergesellschaft ab 1908 das stattliche, 2400 Besucher fassende, 1874–1875 durch die Architekten Ferdinand Fellner d. J. und Hermann Helmer errichtete Volkstheater (Népszinház) angemietet. Dieses am heutigen Blaha Lujza tér (Lujza Blaha war eine berühmte Theaterschauspielerin) gelegene Gebäude stellte bis 1964 die Heimstätte des Nationaltheaters dar, hier erlebte das Theater seine Blütezeit. Wichtige Direktoren dieser Zeit waren Zoltán Ambrus und Sándor Hevesi. 1935 wurde Antal Németh zum Direktor ernannt. Nach den schweren Schäden im Zweiten Weltkrieg wurde das Theater renoviert und im September 1945 eröffnet. Tamás Major, der in diesem Jahr Németh ablöste, blieb bis 1962 Direktor des Nationaltheaters. Ein berühmter Regisseur dieser Zeit war Endre Gellért, der Werke von Gyula Illyés und László Németh inszenierte. Berühmte Ensemblemitglieder dieser Epoche waren Ági Mészáros, Lajos Básti, Ferenc Bessenyei, Ferenc Ladányi, Erzsi Máthé, Margit Lukács, Ferenc Kállai, Hédi Váradi, Imre Sinkovits, János Rajz, Mari Törőcsik, György Kálmán, viele sind auch aus damaligen Filmen bekannt.

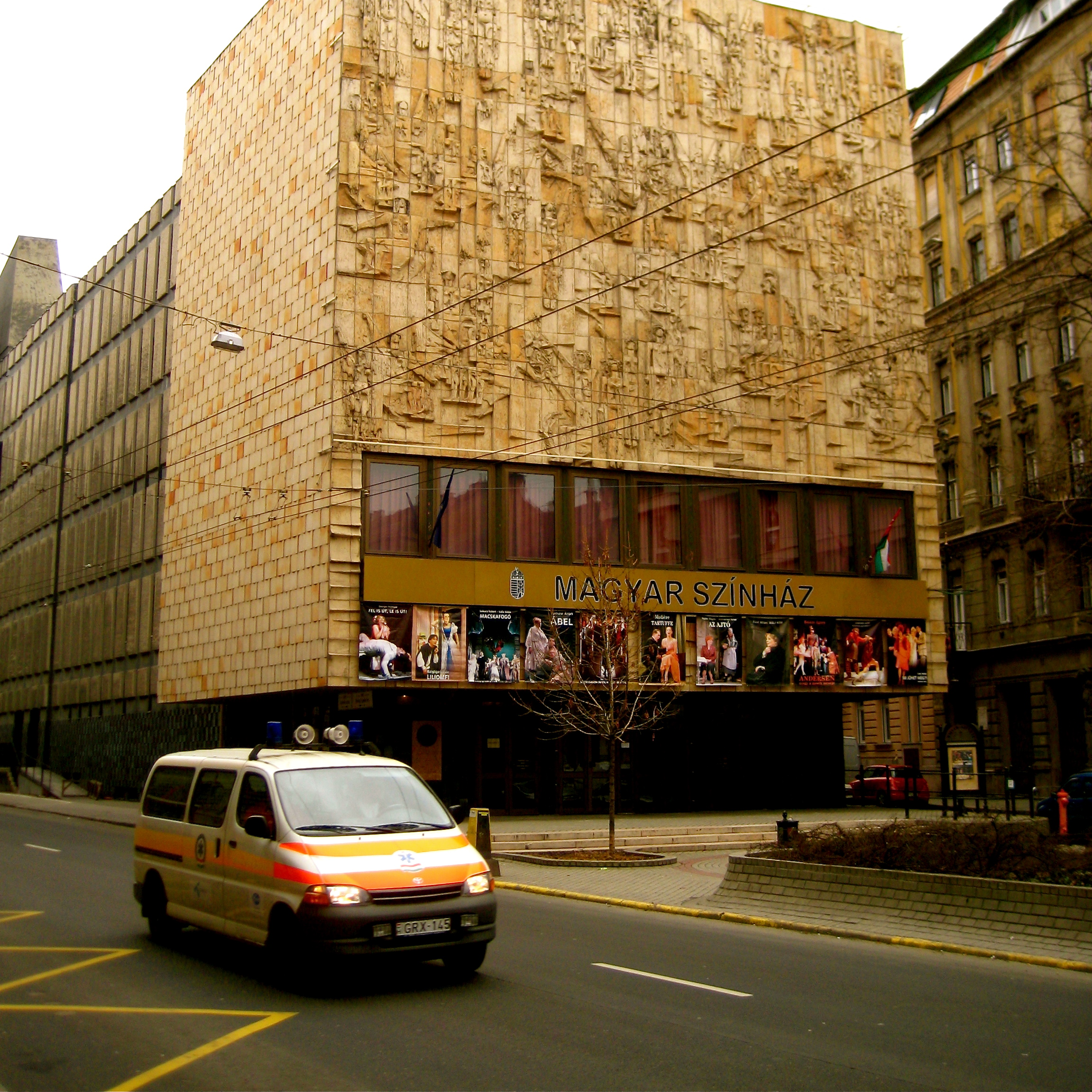
Das Nationaltheater im Gebäude des Magyar Színház auf dem Hevesi Sándor-Platz

Das traditionsreiche Gebäude, das sogar besungen wurde (in einem alten Lied von Lajos Lajtai heißt es: Hétre ma várom a Nemzetinél, ott, ahol a hatos megáll – Um 7 Uhr warte ich auf Sie am Nemzeti, dort, wo der Sechser anhält) wurde, weil es nach Auskunft der Behörden der Errichtung einer U-Bahn-Linie im Wege stand, am 23. April 1965 gesprengt. In der Folge übersiedelte das Nationaltheater zuerst (1964–66) in die Nagymező Straße, dann 1966 bis 2000 ins Gebäude des heutigen Magyar Szinház (Ungarisches Theater) auf dem Sándor Hevesi Sándor-Platz.

### Aktionen für den Bau eines neuen Nationaltheaters
Es gab jahrzehntelange Diskussionen um den Standort und die Planung eines neuen Nationaltheaters.
Ab 1983 gab es zahlreiche Aktionen für ein neues Nationaltheater: zuerst konnte man Geld in ein dafür eingerichtetes Konto spenden, oder Sonderbriefmarken für den guten Zweck kaufen. Die Frauenzeitschrift Nők Lapja veranstaltete am 2. Dezember einen Wohltätigkeitsgalaabend, der eine Million Forint erbrachte. Eine nach Amerika emigrierte Dame, Erzsébet Spéter spendete 20.000 Dollar. 1987 wurden sogenannte „Ziegelmarken“ (Téglajegy) mit einem Nennwert von 100 Forint herausgegeben, auf die Initiative der bekannten ungarischen Schauspielerin Hilda Gobbi. Auf den Wertpapieren war der Plan eines Theaters im Stadtwäldchen abgebildet. Die Kampagne brachte aber nur 240 Millionen Forint, wobei die kalkulierten Kosten etwa 3 Milliarden Forint betrugen. Langsam verschwand das Thema Nationaltheater von der Tagesordnung. Später kamen als Standort die aneinandergrenzenden Plätze Deák tér/Erzsébet tér, der Vörösmarty tér und der Millenáris Park in Frage. Am Erzsébet tér wurde sogar 1998 mit den Bauarbeiten begonnen, sie wurden aber mit der Begründung abgebrochen, der Lärm der U-Bahn unter dem Platz könnte die Vorstellungen stören. Die Baustelle wurde in einen modernen Park umgestaltet.

### Der neue Bau

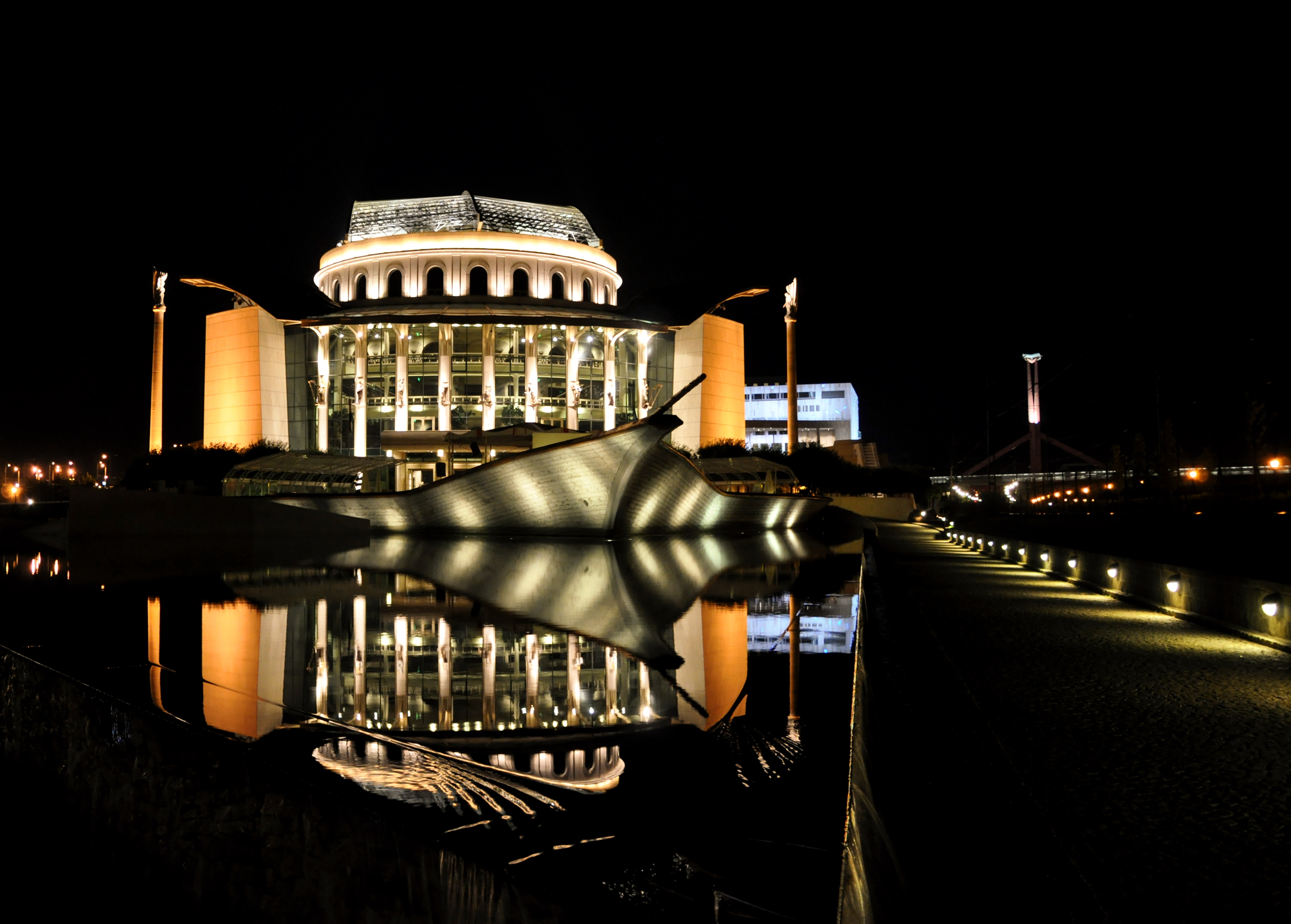
Der neue Bau

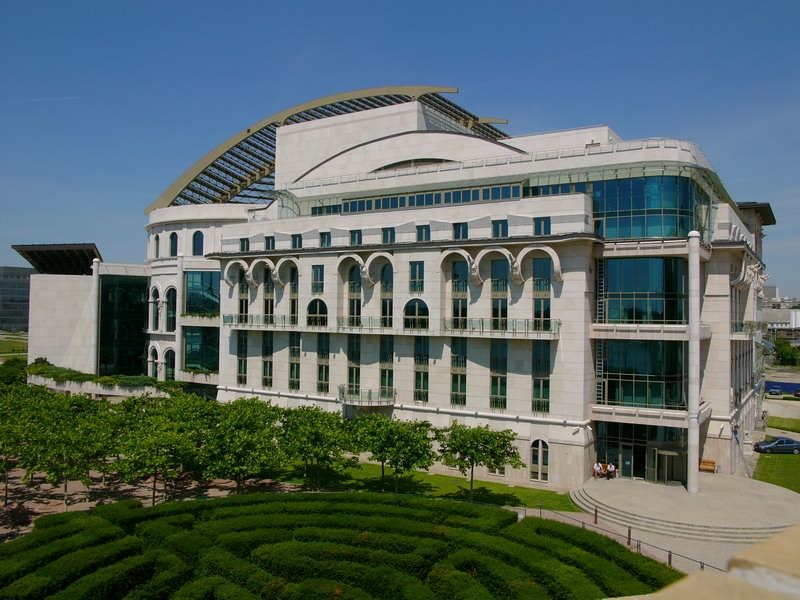
Ungarisches Nationaltheater im IX. Bezirk nach 2002

Nach jahrzehntelangen Debatten konnte schließlich ein neues Haus im Bajor-Gizi-Park (im IX. Bezirk) direkt an der Lágymányos-Brücke bezogen werden.
Der heutige Bau im IX. Bezirk (Ferencváros) am Ostufer der Donau, also in Pest, ist im postmodernen Stil gehalten und gilt als eines der neueren Wahrzeichen der ungarischen Hauptstadt. Er wurde am 2. Januar 2002 vom damaligen Ministerpräsidenten Viktor Orbán eröffnet.

Einige warfen der damaligen Regierung vor, die Bauarbeiten seien zwischen 1999 (Baubeschluss am 17. August) und dem Wahljahr 2002 förmlich durchgepeitscht worden, und kritisierten die relativ bescheidene Kapazität des Saals und die freihändige Vergabe des Auftrags durch Regierungskommissär Schwajda an eine einschlägig relativ unerfahrene Architektin. Befürworter des Baus betonten, durch die rasche Realisierung des Projekts sei es immerhin wenigstens zu einer Lösung des jahrzehntelang dahin schwelenden Problems gekommen.
Errichtet wurde das Nationaltheater schließlich von der Architektin Mária Siklós, die damit am 14. September 2000 den Grundstein zum kulturellen Mittelpunkt des neuen Millenniumsstadtteiles legte. Seither wurde auch das neue Kulturzentrum Müpa Budapest (Konzerthaus, Theater und Ausstellungsort) im unmittelbaren Umfeld errichtet. Die nahe am Schauspielhaus vorbeiführende Trasse einer Vorortbahnlinie soll mittelfristig in einen Tunnel verlegt werden.

## Bühnentechnik und architektonische Besonderheiten
Aus der Perspektive des Brunnens vor dem Haupteingang evoziert der reich geschmückte Bau die Assoziation eines Flussdampfers. Später wurde das Theater um eine Open-Air-Bühne erweitert. Mit den umliegenden Parkflächen steht das Nationaltheater auf einer Fläche von 20.844 m².
Das Theatergebäude kann man in drei Teile unterteilen: das zentrale Gebäude der großen Bühne mit dem fast kreisförmigen Zuschauerraum und der Studiobühne, der äußere Gebäudeteil für das Publikum und der U-förmige Betriebsteil um die große Bühne.

Das eigentliche Theater befindet sich in drei Stockwerken, es gibt zwei Glaslifte, und von den zwei oberen Etagen kann man das Panorama von Budapest bewundern. Im 2., 4. und 5. Stock sind die Probebühnen. Im 4. Stock befindet sich die Tontechnik.
Die Statuen an der Fassade des Theaters wurden nach Entwürfen von Imre Schrammel erstellt. Péter Raab Párkányi gestaltete die Statuen der neun Musen am Eingang des Gebäudes. Der Landschaftsarchitekt Péter Török gestaltete die Außenanlagen. Dazu gehört der Garten und der Statuenpark. Der Park um das Theater herum bildet eine architektonische Ergänzung zum Theater. Das Tor zum Park entwarf der Bildhauer Miklós Melocco. Der Zugang zum Donauufer und seiner Promenade wird allerdings vorläufig noch durch die Vorortebahn HÉV blockiert – es kam wegen der Tieflegung der Bahntrasse zu keiner rechtzeitigen Einigung zwischen Regierung und Gemeinde.
Der Zuschauerraum der Hauptbühne bietet Platz für 619 Zuschauer. Die Abmessungen des Bühne betragen: 24 m in der Breite, 17,9 m in der Tiefe und 28 m in der Höhe. Die Hauptbühne kann maximal um 3,60 m verlängert werden. Es gibt eine Hinterbühne von 15 mal 15 m, und eine 18 mal 15 m große Seitenbühne auf der linken Regieseite, die 7 m hoch ist. Über dem Zuschauerraum gibt es ein Kostümlager. Auch die Studiobühne ist mit der neuesten Technik ausgestattet, es gibt ein 12 mal 12 m großes, versenkbares Plateau in der Bühne. Die Studiobühne befindet sich unter der Eingangshalle und dem Zuschauerraum.